# Аврамович, Марко
Ма́рко Авра́мович (серб. Марко Аврамовић, 24 августа 1986, Белград, Сербия) — сербский ватерполист, член ватерпольного клуба «Эгри» из города Эгер и сборной Сербии, победитель Чемпионата мира 2009 в Риме.

## Биография
Родился в Белграде. Воспитанник спортивной школы «Партизана». Начал выступать за клуб с 16 лет. В составе «Партизана» пять раз подряд делал золотой дубль. Также в 2011 году выиграл ЛЕН Евролигу, самый престижный клубный турнир в Европе по водному поло. В 2011 году, из-за конфликта с руководством клуба, Аврамович перешёл в другой белградский клуб «Црвена Звезда». В 2015 году перешёл в Будапештский «Ференцварош». В том же году принял венгерское гражданство, чтобы избежать ограничение на трёх легионеров в клубе. В составе новой команды Аврамович выиграл ЛЕН Еврокубок. С 2017 года спортсмен выступает за клуб «Эгри ВК» из Эгера.

## Клубная карьера
- 2002—2011 «Партизан Райффайзен» Белград
- 2011—2015 «Црвена Звезда» Белград
- 2015—2017 «Ференцварош» Будапешт
- 2017 — н. в. «Эгри ВК» Эгер

## Достижения

### Клубные
«Партизан Райффайзен»
- Чемпион Сербии (5): 2006-07, 2007-08, 2008-09, 2009-10, 2010-11
- Кубок Сербии (5): 2006-07, 2007-08, 2008-09, 2009-10, 2010-11
- ЛЕН Евролига (1): 2010-11
- Евроинтер лига (2): 2009-10, 2010-11

«Црвена Звезда»
- Чемпион Сербии (2): 2012-13, 2013—2014
- Кубок Сербии (1): 2012-13, 2013—2014
- ЛЕН Лига Чемпионов (1): 2012—2013
- ЛЕН Суперкубок (1): 2012—2013

«Ференцварош»
- ЛЕН Еврокубок (1): 2016-17

### Национальные
- Чемпион мира (1): 2009
- Серебряный призёр чемпионата мира (1): 2011
- Серебряный призёр чемпионата Европы (1): 2008
- Бронзовый призёр чемпионата Европы (1): 2010
- Чемпион Мировой лиги (3): 2007, 2008, 2011
- Бронзовый призёр Мировой лиги (1): 2009
- Обладатель Кубка мира (1): 2010
- Чемпион Средиземноморских игр (1): 2009
- Чемпион Универсиады (1): 2005